# 오타키촌 (후쿠시마현)
오타키촌(大滝村)은 후쿠시마현 오누마군에 있던 촌이다. 현재의 야나이즈정 오시오・다키자와에 해당한다.

## 역사
- 1889년 4월 1일 - 정촌제 시행에 의해 2촌의 구역으로 성립하였다.
- 1940년 4월 1일 - 요코다촌과 합병해, 새로운 요코타촌이 성립하여, 동일 오타키촌이 폐지되었다.
- 1955년 3월 31일 - 누마자와 촌, 가와구치 촌, 혼나 촌이 합병해 가네야마정이 성립하였다.

## 교통

### 철도노선
현재는 다다미선 아이즈오시오역이 있지만, 당시에는 미개통 상태였다.

### 도로
- 누마타 가도 (현:국도 252호선)

## 참고문헌
- 角川日本地名大辞典 7 福島県